# Dove sta Zazà? (film)
Dove sta Zazà? è un film del 1947 diretto da Giorgio Simonelli.

## Trama
Napoli. Due sosia, uno statunitense e un napoletano, si alternano in visita a Zazà, la soubrette di una compagnia di rivista, ingannata dalla loro rassomiglianza. Lo statunitense è il finanziatore della rivista, il napoletano invece ne è l'autore, ed è perseguitato dai soci dell'americano che lo scambiano per lui. Zazà sposerà l'artista napoletano e una sua sorella lo statunitense.